# NGC 4080
NGC 4080 is een balkspiraalstelsel in het sterrenbeeld Hoofdhaar. Het hemelobject werd op 11 april 1785 ontdekt door de Duits-Britse astronoom William Herschel.

## Synoniemen
- UGC 7068
- MCG 5-29-6
- ZWG 158.12
- KUG 1202+272
- IRAS 12023+2715
- PGC 38244